# لاري ستيوارت (رجل أعمال)
لاري ستيوارت (بالإنجليزية: Larry Stewart)‏ هو فاعل خير وشخصية أعمال أمريكي، ولد في 1 أبريل 1948 في بروس في الولايات المتحدة، وتوفي في 12 يناير 2007 في ميزوري في الولايات المتحدة بسبب سرطان المريء.